# Moschee von Dingzhou
Die Dingzhou-Moschee (chinesisch 定州清真寺, Pinyin Dìngzhōu qīngzhēnsì oder 定州礼拜寺,  Dìngzhōu Lǐbàisì) befindet sich in der Zhongshan-Straße von Dingzhou, Baoding, in der chinesischen Provinz Hebei. Es ist eine der ältesten Moscheen Chinas. 1348 während der Yuan-Dynastie verfasste Yang Shouyi in Dingzhou die Inschrift Bericht über den Wiederaufbau der Moschee (重建礼拜寺记,  Chóngjiàn Lǐbàisì Jì). 
Seit 2013 steht sie auf der  Nationalen chinesischen Denkmalsliste (Yuan-Zeit bis Qing-Zeit), sie steht auch auf der Liste der Denkmäler der Provinz Hebei.